# Mistrzostwa Świata Juniorów w Narciarstwie Alpejskim 1983
2. Mistrzostwa świata juniorów w narciarstwie alpejskim odbyły się w dniach 3 marca – 5 marca 1983 r. we włoskim Sestriere. Rozegrano po 4 konkurencje dla kobiet i mężczyzn. W klasyfikacji medalowej triumfowała reprezentacja RFN, której zawodnicy zdobyli cztery medale: 3 złote i 1 srebrny. 

## Wyniki
| Pozycja | Zawodnik                | Narodowość | Czas    |
| ------- | ----------------------- | ---------- | ------- |
|         | Luc Alphand             | Francja    | 1:24,24 |
|         | Günther Schwaiger       | Austria    | 1:24,94 |
|         | Siegfried Stürzenbecher | Austria    | 1:25,16 |
| 4.      | Jean-Luc Crétier        | Francja    | 1:25,33 |
| 5.      | Rudolf Stocker          | Austria    | 1:25,96 |
| 6.      | Konrad Walk             | Austria    | 1:26,05 |

| Pozycja | Zawodniczka         | Narodowość | Czas    |
| ------- | ------------------- | ---------- | ------- |
|         | Marina Kiehl        | RFN        | 1:32,49 |
|         | Michaela Gerg       | RFN        | 1:32,65 |
|         | Katharina Gutensohn | Austria    | 1:32,87 |
| 4.      | Michela Figini      | Szwajcaria | 1:32,92 |
| 5.      | Hélène Barbier      | Francja    | 1:33,81 |
| 6.      | Miriam Difant       | Francja    | 1:33,85 |

| Pozycja | Zawodnik           | Narodowość | Czas    |
| ------- | ------------------ | ---------- | ------- |
|         | Johan Wallner      | Szwecja    | 2:15,25 |
|         | Magnus Berg        | Szwecja    | 2:15,98 |
|         | Rok Petrovič       | Jugosławia | 2:16,12 |
| 4.      | Aleksandr Kostroma | ZSRR       | 2:17,32 |
| 5.      | Tomaž Čižman       | Jugosławia | 2:17,46 |
| 6.      | Luka Knific        | Jugosławia | 2:17,98 |

| Pozycja | Zawodniczka        | Narodowość     | Czas    |
| ------- | ------------------ | -------------- | ------- |
|         | Michaela Gerg      | RFN            | 2:16,79 |
|         | Hélène Barbier     | Francja        | 2:18,07 |
|         | Michela Figini     | Szwajcaria     | 2:18,68 |
| 4.      | Marina Kiehl       | RFN            | 2:18,91 |
| 5.      | Alexandra Mařasová | Czechosłowacja | 2:19,04 |
| 6.      | Fulvia Stevenin    | Włochy         | 2:19,07 |

| Pozycja | Zawodnik             | Narodowość | Czas    |
| ------- | -------------------- | ---------- | ------- |
|         | Rok Petrovič         | Jugosławia | 1:36,81 |
|         | Magnus Berg          | Szwecja    | 1:37,26 |
|         | Leonid Mielnikow     | ZSRR       | 1:37,54 |
| 4.      | Thomas Stangassinger | Austria    | 1:38,06 |
| 5.      | Henrick Smith Meyer  | Norwegia   | 1:38,34 |
| 6.      | Tetsuya Okabe        | Japonia    | 1:38,59 |

| Pozycja | Zawodniczka          | Narodowość     | Czas    |
| ------- | -------------------- | -------------- | ------- |
|         | Fulvia Stevenin      | Włochy         | 1:38,46 |
|         | Alexandra Mařasová   | Czechosłowacja | 1:38,66 |
|         | Ida Ladstätter       | Austria        | 1:39,11 |
| 4.      | Alenka Mavec         | Jugosławia     | 1:39,88 |
| 5.      | Nadia Bonfini        | Włochy         | 1:40,62 |
| 5.      | Nicoletta Merighetti | Włochy         | 1:40,68 |

| Pozycja | Zawodnik         | Narodowość | Punkty |
| ------- | ---------------- | ---------- | ------ |
|         | Leonid Mielnikow | ZSRR       |        |
|         | Luc Alphand      | Francja    |        |
|         | Tomaž Čižman     | Jugosławia |        |
| 4.      | Jean-Luc Crétier | Francja    |        |
| 5.      | Didier Allamand  | Francja    |        |
| 6.      | Holje Tefre      | Norwegia   |        |

| Pozycja | Zawodniczka         | Narodowość | Punkty |
| ------- | ------------------- | ---------- | ------ |
|         | Michaela Gerg       | RFN        |        |
|         | Katharina Gutensohn | Austria    |        |
|         | Michela Figini      | Szwajcaria |        |

## Klasyfikacja medalowa
| Miejsce | Państwo        |   |   |   | złoto · srebro · brąz |
| ------- | -------------- | - | - | - | --------------------- |
| 1.      | RFN            | 3 | 1 | 0 | 4                     |
| 2.      | Francja        | 1 | 2 | 0 | 3                     |
|         | Szwecja        | 1 | 2 | 0 | 3                     |
| 4.      | Jugosławia     | 1 | 0 | 2 | 3                     |
| 5.      | ZSRR           | 1 | 0 | 1 | 2                     |
| 6.      | Włochy         | 1 | 0 | 0 | 1                     |
| 7.      | Austria        | 0 | 2 | 3 | 5                     |
| 8.      | Czechosłowacja | 0 | 1 | 0 | 1                     |
| 9.      | Szwajcaria     | 0 | 0 | 2 | 2                     |